# Eurocopa de fútbol sala de 2014
El Campeonato Europeo de Fútbol Sala de la UEFA de 2014 tuvo lugar entre el 28 de enero y el 8 de febrero en Bélgica. Es la novena edición de este campeonato europeo.

## Países Participantes
| Bélgica         | Croacia | Eslovenia | España  | Italia     | Portugal |
| República Checa | Rumania | Rusia     | Holanda | Azerbaiyán | Ucrania  |
| --------------- | ------- | --------- | ------- | ---------- | -------- |

### Ronda de Clasificación
En la Ronda de Clasificación los 24 equipos se distribuyeron en 4 grupos de 3 equipos y de ellos los vencedores de cada grupo y los segundos pasaron a jugar la Fase Final. La ronda de clasificación se disputó entre el 28 y el 8 de febrero de 2014.

## Organización

### Sedes
| Fase final                    | Fase de grupos               |
| ----------------------------- | ---------------------------- |
| Sportpaleis Capacidad: 15,089 | Lotto Arena Capacidad: 5,218 |
|                               |                              |

### Árbitros
| País            | Nombre                        |
| --------------- | ----------------------------- |
| Austria         | Gerald Bauernfeind            |
| Bélgica         | Pascal Lemal                  |
| Croacia         | Saša Tomić                    |
| República Checa | Ondřej Černý                  |
| Inglaterra      | Marc Birkett                  |
| Finlandia       | Timo Onatsu                   |
| Hungría         | Balázs Farkas                 |
| Italia          | Alessandro Malfer             |
| Polonia         | Sebastian Stawicki            |
| Portugal        | Eduardo José Fernandes Coelho |
| Rumania         | Bogdan Sorescu                |
| Rusia           | Ivan Shabanov                 |
| Eslovenia       | Borut Šivic                   |
| España          | Fernando Gutiérrez Lumbreras  |
| Turquía         | Kamil Çetin                   |
| Ucrania         | Oleg Ivanov                   |

## Resultados

### Primera Ronda

#### Grupo A
| Pos. | Equipo         | Pts. | PJ | G | E | P | GF | GC | Dif. | Clasificación |
| ---- | -------------- | ---- | -- | - | - | - | -- | -- | ---- | ------------- |
| 1    | Ucrania (A)    | 4    | 2  | 1 | 1 | 0 | 1  | 0  | +1   | Ronda Final   |
| 2    | Rumania (A)    | 3    | 2  | 1 | 0 | 1 | 6  | 2  | +4   | Ronda Final   |
| 3    | Bélgica (H, E) | 1    | 2  | 0 | 1 | 1 | 1  | 6  | −5   |               |

 Fuente: 
| 28 de enero de 2014 | Bélgica   | 1–6     | Rumania                                                                       | Lotto Arena, Antwerp                                         |                                                              |
|                     | Rahou 23' | Reporte | Răducu 3' · Matei 14' · Lupu 22' · Șotărcă 32' · Iancu 35' · Salhi 39' (a.g.) | Asistencia: 3,760 espectadores Árbitro(s): Alessandro Malfer | Asistencia: 3,760 espectadores Árbitro(s): Alessandro Malfer |

| 30 de enero de 2014 | Rumania | 0–1     | Ucrania     | Lotto Arena, Antwerp                                    |                                                         |
|                     |         | Reporte | Sorokin 17' | Asistencia: 2,544 espectadores Árbitro(s): Ondřej Černý | Asistencia: 2,544 espectadores Árbitro(s): Ondřej Černý |

| 1 de febrero de 2014 | Ucrania | 0–0     | Bélgica | Lotto Arena, Antwerp                                  |                                                       |
|                      |         | Reporte |         | Asistencia: 3,724 espectadores Árbitro(s): Saša Tomić | Asistencia: 3,724 espectadores Árbitro(s): Saša Tomić |

#### Grupo B
| Pos. | Equipo           | Pts. | PJ | G | E | P | GF | GC | Dif. | Clasificación |
| ---- | ---------------- | ---- | -- | - | - | - | -- | -- | ---- | ------------- |
| 1    | Rusia (A)        | 4    | 2  | 1 | 1 | 0 | 11 | 5  | +6   | Ronda Final   |
| 2    | Portugal (A)     | 4    | 2  | 1 | 1 | 0 | 9  | 4  | +5   | Ronda Final   |
| 3    | Países Bajos (E) | 0    | 2  | 0 | 0 | 2 | 1  | 12 | −11  |               |

 Fuente: 
| 28 de enero de 2014 | Rusia                                                                      | 7–1     | Países Bajos | Lotto Arena, Antwerp                                                    |                                                                         |
|                     | Cirilo 4' 12' · Lyskov 10' · Eder Lima 15' 35' · Sergeev 21' · Robinho 23' | Reporte | Attaibi 28'  | Asistencia: 3,248 espectadores Árbitro(s): Fernando Gutiérrez Lumbreras | Asistencia: 3,248 espectadores Árbitro(s): Fernando Gutiérrez Lumbreras |

| 30 de enero de 2014 | Países Bajos | 0–5     | Portugal                                                       | Lotto Arena, Antwerp                                  |                                                       |
|                     |              | Reporte | João Matos 6' · Joel 13' · Cardinal 36' · Bruno Coelho 38' 39' | Asistencia: 3,629 espectadores Árbitro(s): Saša Tomić | Asistencia: 3,629 espectadores Árbitro(s): Saša Tomić |

| 1 de febrero de 2014 | Portugal                                            | 4–4     | Rusia                                            | Lotto Arena, Antwerp                                   |                                                        |
|                      | Ricardinho 23' · Gonçalo 29' 34' · Fukin 32' (a.g.) | Reporte | Abramov 23' · Pereverzev 25' · Eder Lima 30' 35' | Asistencia: 3,515 espectadores Árbitro(s): Timo Onatsu | Asistencia: 3,515 espectadores Árbitro(s): Timo Onatsu |

#### Grupo C
| Pos. | Equipo         | Pts. | PJ | G | E | P | GF | GC | Dif. | Clasificación |
| ---- | -------------- | ---- | -- | - | - | - | -- | -- | ---- | ------------- |
| 1    | Italia (A)     | 3    | 2  | 1 | 0 | 1 | 9  | 3  | +6   | Ronda Final   |
| 2    | Eslovenia (A)  | 3    | 2  | 1 | 0 | 1 | 9  | 9  | 0    | Ronda Final   |
| 3    | Azerbaiyán (E) | 3    | 2  | 1 | 0 | 1 | 7  | 13 | −6   |               |

 Fuente: 
| 29 de enero de 2014 | Italia                 | 2–3     | Eslovenia                              | Lotto Arena, Antwerp                                   |                                                        |
|                     | Fortino 24' · Saad 40' | Reporte | Vrhovec 11' · Čujec 26' · Osredkar 39' | Asistencia: 3,649 espectadores Árbitro(s): Oleg Ivanov | Asistencia: 3,649 espectadores Árbitro(s): Oleg Ivanov |

| 31 de enero de 2014 | Eslovenia                                                | 6–7     | Azerbaiyán                                                                    | Lotto Arena, Antwerp                                                |                                                                     |
|                     | Vrhovec 1' 20' 29' · Čujec 17' · Kroflič 26' · Fetić 37' | Reporte | Amadeu 1' · Rafael 24' 39' · Borisov 29' · Augusto 31' · Felipe 36' · Edu 40' | Asistencia: 2,321 espectadores Árbitro(s): Eduardo Fernandes Coelho | Asistencia: 2,321 espectadores Árbitro(s): Eduardo Fernandes Coelho |

| 2 de febrero de 2014 | Azerbaiyán | 0–7     | Italia                                                                                                | Lotto Arena, Antwerp                                    |                                                         |
|                      |            | Reporte | Romano 2' · Fortino 4' · Honorio 16' · Vampeta 25' · Gabriel Lima 27' · Mammarella 32' · Miarelli 40' | Asistencia: 3,298 espectadores Árbitro(s): Marc Birkett | Asistencia: 3,298 espectadores Árbitro(s): Marc Birkett |

#### Grupo D
| Pos. | Equipo              | Pts. | PJ | G | E | P | GF | GC | Dif. | Clasificación |
| ---- | ------------------- | ---- | -- | - | - | - | -- | -- | ---- | ------------- |
| 1    | España (A)          | 4    | 2  | 1 | 1 | 0 | 11 | 4  | +7   | Ronda final   |
| 2    | Croacia (A)         | 2    | 2  | 0 | 2 | 0 | 6  | 6  | 0    | Ronda final   |
| 3    | República Checa (E) | 1    | 2  | 0 | 1 | 1 | 4  | 11 | −7   |               |

 Fuente: 
| 29 de enero de 2014 | España                    | 3–3     | Croacia                              | Lotto Arena, Antwerp                                    |                                                         |
|                     | Aicardo 16' · Lin 27' 28' | Reporte | Babić 10' · Jelovčić 18' · Capar 38' | Asistencia: 3,528 espectadores Árbitro(s): Pascal Lemal | Asistencia: 3,528 espectadores Árbitro(s): Pascal Lemal |

| 31 de enero de 2014 | Croacia                                  | 3–3     | República Checa                    | Lotto Arena, Antwerp                                     |                                                          |
|                     | Jelovčić 14' · Marinović 16' · Capar 39' | Reporte | Novotný 9' · Mareš 21' · Belej 24' | Asistencia: 2,002 espectadores Árbitro(s): Ivan Shabanov | Asistencia: 2,002 espectadores Árbitro(s): Ivan Shabanov |

| 2 de febrero de 2014 | República Checa | 1–8     | España                                                                                                   | Lotto Arena, Antwerp                                      |                                                           |
|                      | Belej 26'       | Reporte | Fernandão 7' 23' · Sergio Lozano 20' (pen.) 37' · Ortiz 25' · José Ruiz 33' · Raúl Campos 35' · Pola 38' | Asistencia: 3,433 espectadores Árbitro(s): Bogdan Sorescu | Asistencia: 3,433 espectadores Árbitro(s): Bogdan Sorescu |

### Cuadro Final
|  | Cuartos de final         | Cuartos de final         |        |          | Semifinales          | Semifinales          |          |              | Final                | Final                |  |
|  | 3 y 4 de febrero de 2014 | 3 y 4 de febrero de 2014 |        |          | 6 de febrero de 2014 | 6 de febrero de 2014 |          |              | 8 de febrero de 2014 | 8 de febrero de 2014 |  |
|  |                          |                          |        |          |                      |                      |          |              |                      |                      |  |
|  |                          |                          |        |          |                      |                      |          |              |                      |                      |  |
|  | Ucrania                  | 1                        |        |          |                      |                      |          |              |                      |                      |  |
|  | Ucrania                  | 1                        |        |          |                      |                      |          |              |                      |                      |  |
|  | Portugal                 | 2                        |        |          |                      |                      |          |              |                      |                      |  |
|  | Portugal                 | 2                        |        | Portugal | 3                    |                      |          |              |                      |                      |  |
|  |                          |                          |        | Portugal | 3                    |                      |          |              |                      |                      |  |
|  |                          |                          | Italia | 4        |                      |                      |          |              |                      |                      |  |
|  | Italia                   | 2                        | Italia | 4        |                      |                      |          |              |                      |                      |  |
|  | Italia                   | 2                        |        |          |                      |                      |          |              |                      |                      |  |
|  | Croacia                  | 1                        |        |          |                      |                      |          |              |                      |                      |  |
|  | Croacia                  | 1                        |        |          |                      |                      |          | Italia       | 3                    |                      |  |
|  |                          |                          |        |          |                      |                      |          | Italia       | 3                    |                      |  |
|  |                          |                          | Rusia  | 1        |                      |                      |          |              |                      |                      |  |
|  | Rumania                  | 0                        | Rusia  | 1        |                      |                      |          |              |                      |                      |  |
|  | Rumania                  | 0                        |        |          |                      |                      |          |              |                      |                      |  |
|  | Rusia                    | 6                        |        |          |                      |                      |          |              |                      |                      |  |
|  | Rusia                    | 6                        |        | Rusia    | 4                    |                      |          | Tercer lugar | Tercer lugar         |                      |  |
|  |                          |                          |        | Rusia    | 4                    |                      |          | Tercer lugar | Tercer lugar         |                      |  |
|  |                          |                          | España | 3        |                      |                      |          |              |                      |                      |  |
|  | Eslovenia                | 0                        | España | 3        |                      |                      | Portugal | 4            |                      |                      |  |
|  | Eslovenia                | 0                        |        |          |                      |                      | Portugal | 4            |                      |                      |  |
|  | España                   | 4                        |        |          |                      |                      |          |              | España               | 8                    |  |
|  | España                   | 4                        |        |          |                      |                      |          |              | España               | 8                    |  |
|  |                          |                          |        |          |                      |                      |          |              |                      |                      |  |

#### Cuartos de final
| 3 de febrero de 2014 | Ucrania     | 1–2     | Portugal        | Sportpaleis, Antwerp                                     |                                                          |
|                      | Valenko 13' | Reporte | Cardinal 3' 23' | Asistencia: 3,702 espectadores Árbitro(s): Balázs Farkas | Asistencia: 3,702 espectadores Árbitro(s): Balázs Farkas |

| 3 de febrero de 2014 | Rumania | 0–6     | Rusia                                                             | Sportpaleis, Antwerp                                   |                                                        |
|                      |         | Reporte | Robinho 3' · Shayakhmetov 8' · Éder Lima 9' 16' 37' · Sergeev 34' | Asistencia: 4,124 espectadores Árbitro(s): Borut Šivic | Asistencia: 4,124 espectadores Árbitro(s): Borut Šivic |

| 4 de febrero de 2014 | Italia                  | 2–1     | Croacia     | Sportpaleis, Antwerp                                                    |                                                                         |
|                      | Romano 1' · Fortino 10' | Reporte | Jelovčić 7' | Asistencia: 3,225 espectadores Árbitro(s): Fernando Gutiérrez Lumbreras | Asistencia: 3,225 espectadores Árbitro(s): Fernando Gutiérrez Lumbreras |

| 4 de febrero de 2014 | Eslovenia | 0–4     | España                                          | Sportpaleis, Antwerp                                         |                                                              |
|                      |           | Reporte | Fernandão 11' · Rafa Usín 17' · Aicardo 36' 39' | Asistencia: 3,893 espectadores Árbitro(s): Alessandro Malfer | Asistencia: 3,893 espectadores Árbitro(s): Alessandro Malfer |

#### Semifinales
| 6 de febrero de 2014 | Portugal                                | 3–4     | Italia                                         | Sportpaleis, Antwerp                                    |                                                         |
|                      | Ricardinho 13' · Arnaldo 19' · Joel 35' | Reporte | Gabriel Lima 1' 31' · Romano 23' · Fortino 35' | Asistencia: 6,833 espectadores Árbitro(s): Ondřej Černý | Asistencia: 6,833 espectadores Árbitro(s): Ondřej Černý |

| 6 de febrero de 2014 | Rusia                                              | 4–3 (t. s.) | España                                  | Sportpaleis, Antwerp                                  |                                                       |
|                      | Sergeev 22' · Lyskov 26' · Fukin 26' · Robinho 49' | Reporte     | Pola 16' · Rafa Usín 26' · Miguelín 38' | Asistencia: 8,152 espectadores Árbitro(s): Saša Tomić | Asistencia: 8,152 espectadores Árbitro(s): Saša Tomić |

#### Tercer puesto
| 8 de febrero de 2014 | Portugal                                                    | 4–8     | España | Sportpaleis, Antwerp                                          |                                                               |
|                      | Ricardinho 8' · Pedro Cary 12' · Pedro Costa 26' · Joel 36' | Reporte | Fernandão 6' 38' · José Ruíz 7' · Sergio Lozano 7' · Miguelín 17' · Rafa Usín 18' · Raúl Campos 20' · Pola 40' | Asistencia: 10,619 espectadores Árbitro(s): Alessandro Malfer | Asistencia: 10,619 espectadores Árbitro(s): Alessandro Malfer |

#### Final
| 8 de febrero de 2014 | Italia                                     | 3–1     | Rusia         | Sportpaleis, Antwerp                                                     |                                                                          |
|                      | Gabriel Lima 7' · Murilo 14' · Giasson 19' | Reporte | Eder Lima 10' | Asistencia: 11,552 espectadores Árbitro(s): Fernando Gutiérrez Lumbreras | Asistencia: 11,552 espectadores Árbitro(s): Fernando Gutiérrez Lumbreras |

## Campeón
| Spain          |
| Campeón ITALIA |
| segundo título |

## Estadísticas

### Medallero
|        |       |        |
| Italia | Rusia | España |

### Clasificación general

Mapa de las posiciones finales de la UEFA Futsal Euro 2014.

| 1. Italia           |
| 2. Rusia            |
| 3. España           |
| 4. Portugal         |
| 5. Ucrania          |
| 6. Rumania          |
| 7. Eslovenia        |
| 8. Azerbaiyán       |
| 9. Croacia          |
| 10. República Checa |
| 11. Bélgica         |
| 12. Holanda         |

### Resumen
| Equipo | Equipo          | Pts | PJ | PG | PE | PP | GF | GC | Dif |  |
| ------ | --------------- | --- | -- | -- | -- | -- | -- | -- | --- |  |
| 1      | Italia          | 13  | 5  | 4  | 0  | 1  | 17 | 3  | +14 |  |
| 2      | Rusia           | 9   | 5  | 3  | 1  | 1  | 21 | 11 | +10 |  |
| 3      | España          | 9   | 5  | 3  | 1  | 1  | 23 | 8  | +15 |  |
| 4      | Portugal        | 6   | 5  | 2  | 1  | 2  | 17 | 17 | 0   |  |
| 5      | Ucrania         | 4   | 3  | 1  | 1  | 1  | 2  | 2  | 0   |  |
| 6      | Rumania         | 3   | 3  | 1  | 0  | 2  | 6  | 8  | -2  |  |
| 7      | Eslovenia       | 3   | 3  | 1  | 0  | 2  | 9  | 12 | -3  |  |
| 8      | Azerbaiyán      | 3   | 2  | 1  | 0  | 1  | 7  | 13 | -6  |  |
| 9      | Croacia         | 2   | 3  | 0  | 2  | 1  | 7  | 8  | -1  |  |
| 10     | Bélgica         | 1   | 2  | 0  | 1  | 1  | 1  | 6  | -5  |  |
| 11     | República Checa | 1   | 2  | 0  | 1  | 1  | 4  | 11 | -7  |  |
| 12     | Holanda         | 0   | 2  | 0  | 0  | 2  | 1  | 12 | -11 |  |